# Bézout-lemma
A Bézout-lemma Étienne Bézout (1730-1783) nyomán a számelméletben azt állítja, hogy két egész szám, a és b legnagyobb közös osztója előáll a és b egész együtthatós lineáris kombinációjaként:
{\displaystyle \operatorname {lnko} (a,b)=s\cdot a+t\cdot b}, ahol {\displaystyle s,t\in \mathbb {Z} }, tehát egyik vagy mindkettő negatív is lehet. Ha a két szám relatív prím, akkor
{\displaystyle 1=s\cdot a+t\cdot b}
Az s és a t együtthatók a kibővített euklideszi algoritmussal hatásosan számolhatók.
Az összefüggés minden főideálgyűrűben érvényes, még a nem kommutatívokban is.

## Története
A lemmát Étienne Bézout (1730–1783) után nevezték el, aki polinomokra bizonyította. Azonban az egészekre vonatkozó bizonyítást már Claude Gaspard Bachet de Méziriac (1581–1638) ismerte.

## Nem egyértelmű
A legnagyobb közös osztónak ez az előállítása nem egyértelmű, sőt, végtelen sok megoldás van. Adott (x, y) együtthatók esetén a többi megoldás így számolható:
{\displaystyle \left\{\left(x+{\frac {kb}{\operatorname {lnko} (a,b)}},\ y-{\frac {ka}{\operatorname {lnko} (a,b)}}\right)\mid k\in \mathbb {Z} \right\}.}

### Példa
Legyen a = 12 és b = 42, lnko(12, 42) = 6. Ekkor

{\displaystyle {\begin{aligned}\vdots \\12&\times (-10)&+\;\;42&\times 3&=6\\12&\times (-3)&+\;\;42&\times 1&=6\\12&\times 4&+\;\;42&\times (-1)&=6\\12&\times 11&+\;\;42&\times (-3)&=6\\12&\times 18&+\;\;42&\times (-5)&=6\\\vdots \end{aligned}}}

## Következményei
A Bézout-lemmának számos következménye van a matematikában, különösen a számelméletben, ahol elemi jelentőséggel bír. Levezethető belőle az Euklidesz-lemma, amiből bizonyítható a prímtényezős felbontás egyértelműsége.

## Bizonyítása
A bizonyítás a maradékos osztás műveletén alapul, így minden euklideszi gyűrűre könnyen átvihető. Az s és a t együtthatók pozitívok és negatívok is lehetnek, így előállnak pozitív és negatív számok is {\displaystyle x=s\cdot a+t\cdot b} alakban, ahol {\displaystyle s,t\in \mathbb {Z} }. Legyen ezek között {\displaystyle d=s\cdot a+t\cdot b} a legkisebb abszolút értékű. Mivel {\displaystyle \operatorname {lnko} (a,b)} osztója a-nak és b-nek is, így minden, az előző módon előálló számnak is osztója, tehát d-nek is. A maradékos osztás miatt {\displaystyle a=q\cdot d+r}, valamely egész q-ra és {\displaystyle 0\leq r<d}-re. Visszahelyettesítve az {\displaystyle s\cdot a+t\cdot b} egyenletbe, és r-re megoldva kapjuk, hogy {\displaystyle r=(1-q\cdot s)\cdot a+(-q\cdot t)\cdot b}. A d szám minimalitása miatt {\displaystyle r=0}, ezért d osztója a-nak. Hasonlóan, d osztója b-nek is, emiatt {\displaystyle d\leq \operatorname {lnko} (a,b)}. De már láttuk, hogy d osztható {\displaystyle \operatorname {lnko} (a,b)}-val. Tehát {\displaystyle d=\operatorname {lnko} (a,b)}.

## Főideálgyűrűkben
A gyűrűelmélet ideáljait használva van egy {\displaystyle \operatorname {lnko} (a,b)\;R} főideál, amely tartalmazza az {\displaystyle aR} és az {\displaystyle bR} ideálokat. Az ideálok szintén gyűrűk, ezért {\displaystyle aR+nR} is része ennek az ideálnak. Speciálisan, ha {\displaystyle R=\mathbb {Z} }, vagy a gyűrű euklideszi, akkor {\displaystyle aR+bR=cR}, ahol {\displaystyle c=\operatorname {lnko} (a,b)}, mivel a főideálgyűrűkben minden ideál egy elemmel generálható. Ez az egyenlőség azt fejezi ki, hogy a c elem a és b lineáris kombinációként előáll, de közös osztójuk is, hiszen az általa generált ideál mindkettőt tartalmazza. Tehát főideálgyűrűkben a Bézout-lemma közvetlenül a definícióból adódik.

## Több egészre
A lemma több egészre is általánosítható:
{\displaystyle \operatorname {lnko} (a_{1},a_{2},\ldots ,a_{n})=d,}
ekkor vannak {\displaystyle x_{1},x_{2},\ldots ,x_{n}} egészek, hogy
{\displaystyle a_{1}x_{1}+a_{2}x_{2}+\cdots +a_{n}x_{n}=d,}
ahol d a legkisebb ilyen pozitív egész, és az összes ilyen alakú szám osztható d-vel. Az együtthatók előjelére nincs megkötés, lehetnek pozitívok, negatívok, vagy akár nullák is.